# Autochloris flavosignata
Autochloris flavosignata là một loài bướm đêm thuộc phân họ Arctiinae, họ Erebidae.